# NN-198
La carretera NN-198 es una vía departamental secundaria ubicada en el departamento de Carazo. Con una longitud de 2.42 kilómetros, conecta el empalme hacia La Paz de Carazo con el poblado de La Paz de Oriente. Su construcción finalizó entre los años 1991 y 1992.

## Trazado y cruces
El siguiente cuadro muestra el trazado aproximado de la carretera NN-198:
| km  | Localidad                  | Departamento | Conexión / Ruta |
| --- | -------------------------- | ------------ | --------------- |
| 0.0 | Empalme a La Paz de Carazo | Carazo       |                 |
| 2.4 | La Paz de Oriente          | Carazo       |                 |